# 東伸テレビ映画
東伸テレビ映画（とうしんテレビえいが）は、かつて存在した日本のテレビ映画の制作プロダクションである。

## 略歴・概要
1962年（昭和37年）、元俳優の高岡昌嗣が設立した。高岡が代表取締役社長、長男の高岡政昭が取締役に就任した。高岡はマキノ・プロダクションで「木村政次郎」名の子役俳優であった ので幼少時代からの縁もあり、同社の設立者・牧野省三の子で、マキノ雅弘の異母兄である松田定次に監督をしてもらうために設立したという。
同年、伊藤敏孝（幼少期役、成長して林真一郎）主演の設立第1作『織田信長』を製作、同年11月4日、朝日放送(ABC)をキー局に第1回を全国放映した。
1963年（昭和38年）、伏見扇太郎主演の『戦国大統領』を東映、毎日放送(MBS)との共同製作し、同年3月7日からNET（現在のテレビ朝日）系列で全国放映された。
1964年（昭和39年）11月2日、ブラザー劇場枠で『水戸黄門』の放映を開始するが、番組放送中の1965年（昭和40年）、不渡りを出して倒産した。同社は50話まで製作し、51話 - 61話の製作は松竹テレビ室が引き継いだ。同作はナショナル劇場版『水戸黄門』に先駆けて製作・放映された「ブラザー劇場版」として知られる。

## フィルモグラフィ
- 『織田信長』全52話 : 監督萩原遼 / 隅田朝二、ABC、1962年11月4日 - 1963年10月27日
- 『戦国大統領』全39話 : 共同製作東映 / MBS、1963年3月7日 - 同年11月28日
- 『それからの武蔵』全56回 : 監督松村昌治、MBS、1964年3月23日 - 1965年4月12日
- 『白馬の剣士（第1期）』全29話 : 監督深田金之助 / 小川貴智雄、TBS、1964年1月13日 - 同年7月27日
- 『白馬の剣士（第2期）』全13話：監督・キー局は同上、1964年8月3日 - 同年10月25日
  - 『白馬の剣士』は2期あり、第1期は1時間番組、第2期は30分番組にして『ブラザー劇場』の第1作（第1期はブラザー工業と花王石鹸との二社提供）
- 『風雲児半次郎』全23話 : 監修松田定次、監督安田公義 / 井沢雅彦、東京12チャンネル、1964年10月28日 - 1965年3月31日
- ブラザー劇場『水戸黄門』全61話 : 監督松田定次 / 加戸敏 / 松村昌浩、TBS、1964年11月2日 - 1965年12月27日
  - 1-50話まで製作、51-61話の製作は松竹テレビ室
- 『竜馬がゆく』全32話 : 監督マキノ雅弘、MBS、1965年4月19日 - 11月22日